# フェデリコ・カルタビア
フェデリコ・"フェデ"・ニコラス・カルタビア (Federico 'Fede' Nicolás Cartabia, 1993年1月20日 - ）は、アルゼンチン・ロサリオ出身のサッカー選手。アル・アハリ・ドバイ所属。ポジションはミッドフィールダー。

## 経歴
アルゼンチンのロサリオで生まれ、13歳のときスペイン、バレンシアCFのユースチームへと移籍。2012-13シーズン、リザーブチームのバレンシアCF・メスタージャでプロデビューを果たす。
2013年7月、トップチームに昇格し4年間のプロ契約を結ぶ。8月17日、マラガCF戦でリーガ・エスパニョーラデビューを果たす。10月24日、UEFAヨーロッパリーグ 2013-14のFCザンクト・ガレン戦で初得点を含む、2ゴールを記録した。

## 代表歴
アルゼンチン代表として2013年に南米ユース選手権に出場した。

## 所属クラブ
- バレンシアCF・メスタージャ 2012-2013
- バレンシアCF 2013-2017

→ コルドバCF 2014-2015 (loan)
→ デポルティーボ・ラ・コルーニャ 2015-2016 (loan)
- デポルティーボ・ラ・コルーニャ 2017-

→ SCブラガ 2017 (loan)
→ アル・アハリ・ドバイ 2019- (loan)

## 個人成績

### クラブでの成績
| クラブ     | シーズン | リーグ | リーグ | リーグ   | カップ | カップ | カップ   | 国際大会 | 国際大会 | 国際大会 | 通算 | 通算 | 通算     |
| クラブ     | シーズン | 出場   | 得点   | アシスト | 出場   | 得点   | アシスト | 出場     | 得点     | アシスト | 出場 | 得点 | アシスト |
| ---------- | -------- | ------ | ------ | -------- | ------ | ------ | -------- | -------- | -------- | -------- | ---- | ---- | -------- |
| バレンシア | 2013-14  | 8      | 0      | 1        | 0      | 0      | 0        | 4        | 2        | 0        | 12   | 2    | 1        |
| 通算       | 通算     | 8      | 0      | 1        | 0      | 0      | 0        | 4        | 2        | 0        | 12   | 2    | 1        |
| 総通算     | 総通算   | 8      | 0      | 1        | 0      | 0      | 0        | 4        | 2        | 0        | 12   | 2    | 1        |